# Lößnitz (Landschaftsschutzgebiet)

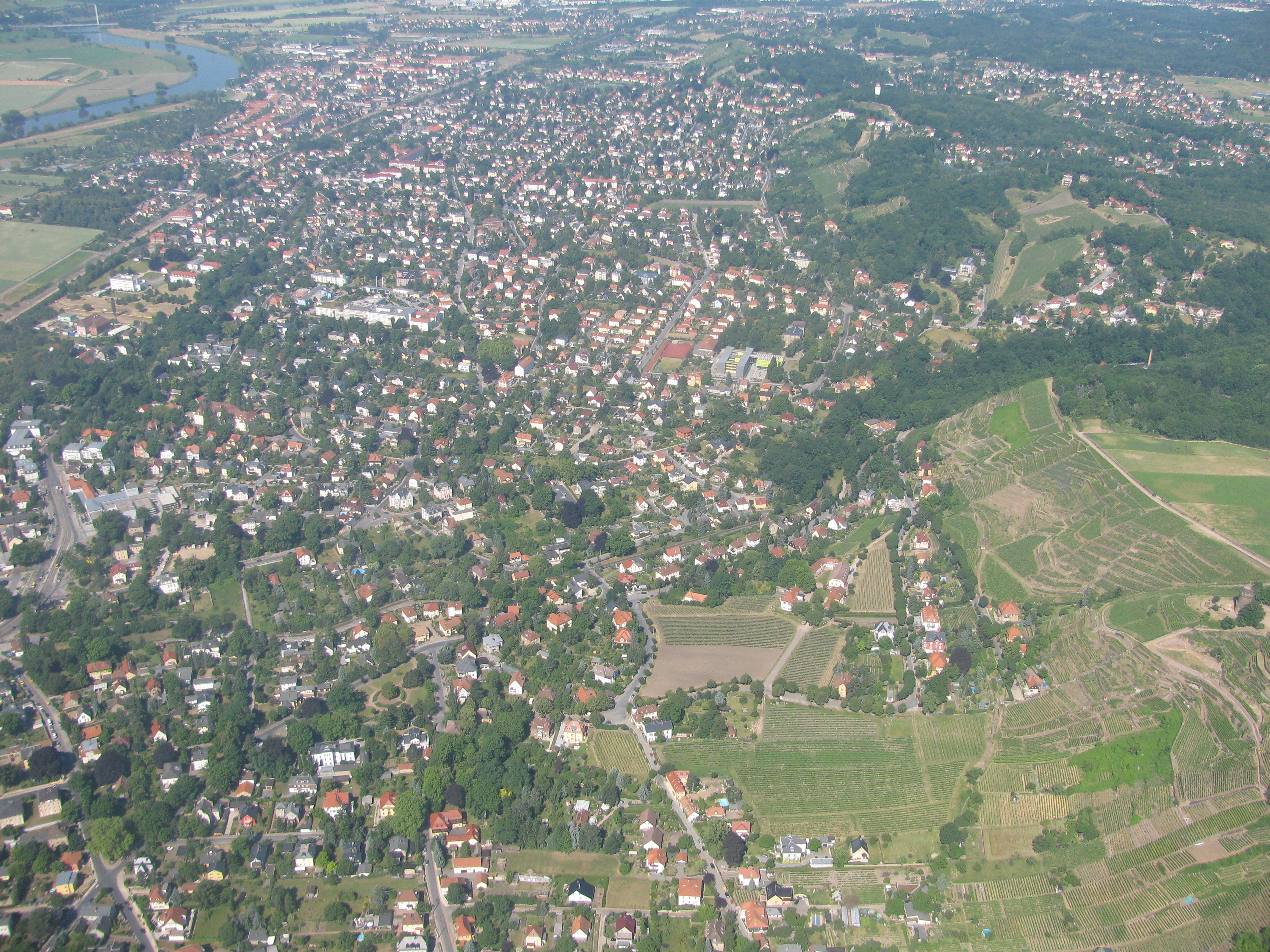
Blick auf Radebeul (unten ist Osten). Das rechte Bilddrittel zeigt das LSG Lößnitz (Wald- und Weinbergsflächen). Der dunkle Grünzug in der rechten Bildmitte ist der Lößnitzgrund.

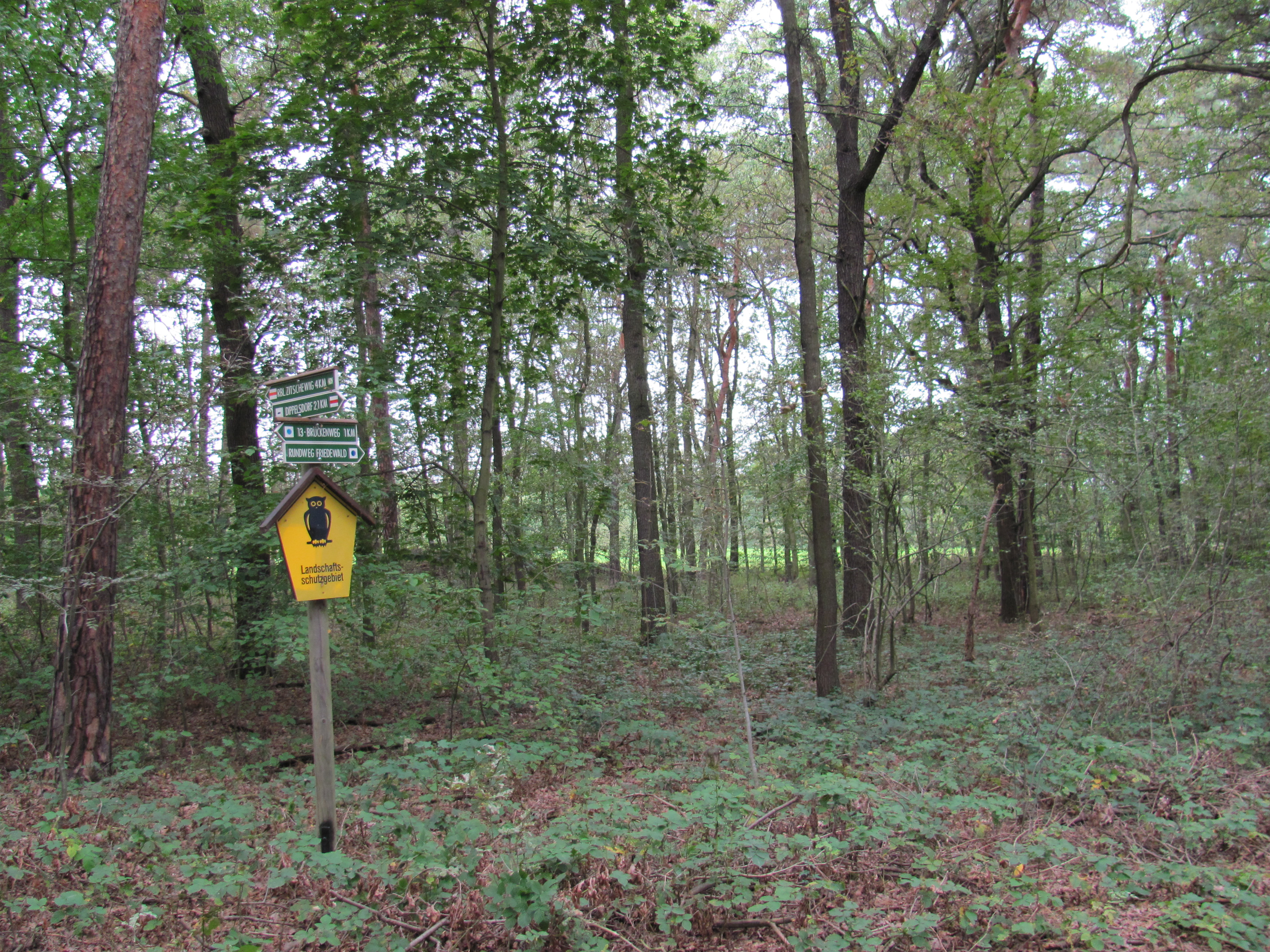
LSG Lößnitz beim FND Buchholzwiese Lindenau

Das vormals separat geführte Landschaftsschutzgebiet Lößnitz (d33) liegt hauptsächlich in der sächsischen Stadt Radebeul. Es hat eine Größe von 586 Hektar, somit ein gutes Fünftel der Radebeuler Stadtfläche von insgesamt 2606 Hektar (Stand: 2010). Um 2014 wurde es mit dem nordwestlich gelegenen Schutzgebiet zusammengelegt und ist heute ein Teil des erweitert benamten Gebiets Friedewald, Moritzburger Teichgebiet und Lößnitz (d17).
Das Landschaftsschutzgebiet wurde am 4. Juli 1974 durch den Bezirkstag Dresden beschlossen. Es umfasst den rechtselbischen Steilhangbereich der Lausitzer Verwerfung innerhalb der Landschaft Lößnitz einschließlich einiger Bereiche am Hangfuß und auf der Hochfläche. Dazu gehören insbesondere große Teile der die Lößnitz prägenden Weinbergsflur (siehe auch die Großlage Radebeuler Lößnitz sowie das Denkmalschutzgebiet Historische Weinberglandschaft Radebeul), der Rietzschkegrund, der Himmelsbusch, der Waldpark Radebeul-West sowie der Lößnitzgrund mit seinen Seitentälern wie Dorfgrund und Rieselgrund. Hinzu kommt das Quellgebiet des Strakener Quellsystems. Außerhalb Radebeuls gehört dazu im Osten die Verlängerung des dazugehörenden Fiedlergrunds bis nach Neureichenberg hinein sowie das gesamte weiter nördlich gelegene Tal des Lößnitzbachs bis nach Dippelsdorf zur Großenhainer Straße, einschließlich des dortigen Bahnhofs der Lößnitzgrundbahn (Friedewald [Dresden] Bad).
Zu großen Teilen innerhalb des Landschaftsschutzgebiets liegt das 115 Hektar große Fauna-Flora-Habitat-Gebiet Lößnitzgrund und Lößnitzhänge (Natura-2000-Gebiet, EU-Meldenr.: DE4847304, Landesinterne Nr.: 159).